# مزيد من المتاعب
المزيد من المشاكل (بالإنجليزية: More Trouble) هو فيلم كوميدي أمريكي صامت لعام 1918 من إخراج إرنست سي وارد، استنادًا إلى قصة كتبها إدغار فرانكلين وتم تعديله للشاشة بواسطة أويدا بيرجير . تم إصدار الفيلم بواسطة Pathé Exchange في يوليو 1918، ولكن تم عرضه مسبقًا في مسرح ريفولي بنيويورك في مايو من نفس العام.  

## حبكة
كما هو موضح في مجلات الأفلام ،   يرحب صاحب مصنع الصلب الثري، ليمويل ديرينج (كينان)، بابنه هارفي (جيلبرت) بالعودة من الكلية. بعد فترة وجيزة من وصول هارفي إلى المنزل، بدأت الفواتير تتدفق على جميع أنواع الرذائل: الكحول، وحمام السباحة، والسيجار، وما إلى ذلك. معتقدًا أن ابنه مواطن شاب مستقيم، يشعر ليمويل بالفزع وينفي هارفي أن يكون له أي علاقة بالفواتير. في النهاية تصل الفاتورة إلى 25000 دولار. يرفض Lemuel الدفع ويحجز البنك رهن مطحنته.
يظهر هارولد، صديق هارفي من الكلية، ويعترف بأنه كان يقوم بتزوير توقيع هارفي لأن والده قطعه. كان هارولد على ثقة من أن هارفي لن يسلمه بدافع الولاء كأخ أخوي.

## الطاقم
- جون جيلبرت في دور هارفي ديرينغ
- إيدا لويس في دور السيدة ديرينج
- روبرتا ويلسون في دور ميريام ديرينج
- جوزيف جيه داولينج في دور سيسيل موروتون
- جاك رولينز في دور هارولد موروتون
- هيلين دنبار في دور السيدة مورتون ويلز
- ألبرت راي في دور جاك ويلز
- كلايد بنسون في دور برنابا باندويج
- آجي هيرينج في دور ماري
- لولي وارينتون في دور مدبرة المنزل

## الحفظ
مع عدم وجود مطبوعات لفيلم "المزيد من المشاكل" في أي أرشيف أفلام، فإنه يعتبر فيلمًا ضائعًا .  في فبراير 2021، تم الاستشهاد بالفيلم من قبل المجلس الوطني للحفاظ على الأفلام في قائمة الأفلام الأمريكية الصامتة المفقودة. 

## روابط خارجية
- مزيد من المتاعب  في قاعدة بيانات الأفلام على الإنترنت (بالإنجليزية)
- More Trouble at AllMovie